# Сейран Сулейман
Сейра́н Сулейма́н (крымскотат. Seyran Suleyman, Сейран Сулейман; род. 18 февраля 1979, г. Кува, Узбекистан) — крымскотатарский поэт, прозаик, журналист и переводчик.

## Биография
Родился 18 февраля 1979 года в городе Кува (Ферганская область, Узбекистан). В 1991 году переехал в Крым. Учился в Красногвардейском частном турецком мужском лицее для одаренных детей. В 2002 году окончил филологический факультет Крымского инженерно-педагогического университета по специальности филолог-тюрколог.
Работает в газете «Янъы дюнья». Член Ассоциации «Маарифчи». С 2003 года — член Национального союза писателей Украины. Автор сборников стихов «Уч, къальбим», «Сенинъ козьлеринъде йылдызлар корьдим», «Джемден бир авуч».
Произведения Сейрана Сулеймана напечатаны во многих сборниках и журналах Украины, Турции и Азербайджана. Переводит украинскую поэзию на крымскотатарский язык.